# Миллеровское городское поселение
Миллеровское городское поселение — муниципальное образование в Миллеровском районе Ростовской области. Административный центр поселения — город Миллерово.

## География
Миллеровское городское поселение располагается на северо-западе Ростовской области, на реке Глубокая (левый приток Северского Донца, бассейн Дона), в 220 км от Ростова-на-Дону, является самым северным городом Ростовской области и занимает площадь 4475 га.

## История
Датой рождения населенного пункта с названием «Миллерово» можно считать тот факт, что на основании императорского указа от 14 февраля 1786 года войсковой старшина, немец по происхождению, Иван Абрамович Миллер на пустующих землях в пойме реки Глубокой основал своё имение.

## Административное устройство
В состав Миллеровского городского поселения входит город Миллерово.

## Местное самоуправление
Главы администрации поселения
- Алексей Иванович Чередниченко

## Население
| 2009    | 2010    | 2012    | 2013    | 2014    | 2015    | 2016    |
| ------- | ------- | ------- | ------- | ------- | ------- | ------- |
| 37 183  | ↘36 499 | ↘36 409 | ↘36 388 | ↘36 141 | ↘35 873 | ↘35 600 |
| 2017    | 2018    | 2019    | 2020    | 2021    | 2025    |         |
| ↘35 540 | ↘35 384 | ↘35 208 | ↘34 464 | ↗34 841 | ↘34 246 |         |

## Достопримечательности
- Миллеровский краеведческий музей. В городском краеведческом музее представлены экспонатов, посвященные о жизни и истории города Миллерово, жизни его жителей в разные годы истории[14].
- Музей милиции расположен рядом с музеем краеведения[15].
- Монумент в память об основателе города Иване Абрамовиче Миллере[16].
- Памятник писателю Михаилу Шолохову[17].
- Памятники в честь Героев Советского Союза, уроженцев города Миллерово[18].
- Скульптурные композиции: Владимиру Ильчу Ленину, «Героям, установившим Советскую власть на Дону в 1918-20 годах», маршалу Ефимову, «Землякам, погибшим в войнах с Афганистаном и Чечнёй», Кукушкину Александру, «Мемориал воинам, освобождавшим Миллерово в 1943 году», Погибшим милиционерам, Самолёт МиГ-17, Танк Т-34-85, Узникам Дулаг-125[19].
- Мемориал узникам «Жертвам фашизма» (1980). Во время годы Великой Отечественной войны на территории города размещался концентрационный лагерь для советских военнопленных «Дулаг-125» («Миллеровская яма»). Через лагерь прошло около 120 тысяч военнопленных, около 40 тысяч остались в лагере навсегда[20].
- Храм Святого Великомученика и Целителя Пантелеимона[21].
- В Миллеровском районе около села Волошино расположена гора, на которой проводятся тренировки и соревнования парапланеристов[22].